# Regula mâinii stângi

F este forța electromagnetică, B este inducția, iar I este intensitatea curentului

Regula mâinii stângi sau regula mâinii stângi a lui Fleming este o regulă utilizată în fizica practică pentru determinarea orientării liniilor de câmp din domeniul electromagnetismului. Această regulă spune că liniile câmpului magnetic produs de curentul electric printr-un fir sunt orientate în direcția degetelor de la mâna stângă, atunci când acestea sunt închise iar degetul mare este orientat în direcția curentului.